# Lanzo d'Intelvi
Lanzo d'Intelvi (Laanz in dialetto comasco, AFI: /ˈlaːnts/) è una località prealpina italiana di 1 452 abitanti, sede del comune di Alta Valle Intelvi in provincia di Como, nel quale è stata incorporata nel 2017 e di cui costituisce un municipio. 
Fino al 31 dicembre 2016 ha costituito un comune autonomo. Fu considerata località di pregio dalle famiglie aristocratiche milanesi ed ebree dall'inizio del 900 fino ai primi anni 70, anche grazie al collegamento diretto con la città di Lugano che avveniva tramite una funicolare, oggi dismessa ma in procinto di essere riattivata, che portava sulle sponde del lago di Lugano e mediante battello fino al lungolago della città di Lugano.

## Storia
Il ritrovamento, sul Monte Caslè, di resti di una costruzione e di numerosi massi dotati di coppelle testimonia la presenza umana fin dalla preistoria.' Altre coppelle si trovano su un erratico di grandi dimensioni, detto Sasso di Verceia (o Vercea), localizzato al Pian delle Noci.
All'età romana risalgono invece due massi avelli riportati alla luce presso la chiesa parrocchiale di Scaria, dal 1929 frazione di Lanzo.
Durante il Medioevo, Scaria e Lanzo fecero dapprima parte del feudo di Campione, retto dagli abati del monastero milanese di Sant'Ambrogio. Successivamente, al tempo del Ducato di Milano, i due centri furono inseriti nel feudo della Valle Intelvi, seguendone le sorti fino al XVIII secolo.
Giuseppe Mazzini vi si recò svariate volte per coordinare la cacciata degli Austriaci insieme ad Andrea Brenta.

Dall'inizio del 900 al 1970, Lanzo fu meta delle famiglie aristocratiche milanesi che amavano soggiornare nelle sue valli dove fecero costruire le loro maestose ville liberty ad oggi ancora presenti. 
A partire dal 1º gennaio 2017, insieme agli ex comuni di Pellio Intelvi e Ramponio Verna, si è fuso a seguito di un referendum popolare tenutosi il 20 novembre 2016, nel nuovo comune di Alta Valle Intelvi.

### Simboli
Lo stemma del comune era stato concesso con regio decreto del 24 agosto 1928 e si blasonava:
(R.D. 24 agosto 1928)
Il ferro d'alabarda, simile ad una punta di lancia, era un'arma alludente che richiamava il nome del Comune.

## Monumenti e luoghi d'interesse

### Architetture religiose

#### Santuario della Madonna di Loreto
Dopo le pestilenze preservate dalla Madonna Nera (1469) il papa Paolo II promosse la costruzione di santuari lauretani. Fu così che anche a Lanzo, nella seconda metà del Cinquecento, si costruì una cappella lauretana. Ampliata nel 1673 ad opera dell'architetto Pietro Spazzi (o Spazi) di Laino e decorata, nel portico, da affreschi della scuola di Carlo Innocenzo Carloni, la chiesa fu consacratanel 1678. Alla fine del XVII secolo risale l'odierna facciata, al centro della quale trova tuttavia posto una statua mariana di due secoli più recente. Ulteriori interventi di ampliamento si registrarono negli anni 1874 e 1904. Restaurata tra il 1925 e il 1931, la chiesa fu elevata a santuario il 23 agosto del 1942, con decreto del vescovo di Como monsignor Alessandro Macchi. Il santuario della Madonna di Loreto ripropone la santa casa della Madonna e fu eletto luogo di ritrovo per i lanzesi emigrati.

Internamente, spicca un seicentesco paliotto in scagliola, attribuito al cosiddetto "Maestro di Sant'Agata", opera al cui interno trova posto una raffigurazione della Madonna di Loreto. Lo stesso soggetto sacro è rappresentato dalla statua che si trova alle spalle della mensa eucaristica, all'interno di una cornice in legno dorato.ospita una statua particolarmente venerata dalla popolazione locale, 

#### Chiesa di San Siro
D'interesse è anche la chiesa di San Siro, di origine romanica. Iniziata nel 1476 fu completata nel corso del XVI secolo e rimaneggiata nel XIX. Al suo interno, affreschi del primo Cinquecento, di scuola lombarda, raffiguranti i primi quattro Dottori della Chiesa, l'Ultima cena, gli Evangelisti e i santi Lorenzo e Stefano. La chiesa ospita inoltre alcuni quadri del XVIII secolo e un altare curato da Carlo Antonio Carlone.

#### Architetture di Scaria
A valle dell'abitato di Lanzo, artisticamente rilevanti sono anche le architetture religiose di Scaria, che ospita anche il Museo diocesano d'arte sacra.

### Architetture civili
Le innumerevoli dimore Liberty sono testimonianza di una Lanzo d'Intelvi frequentata dall'alta borghesia milanese. 

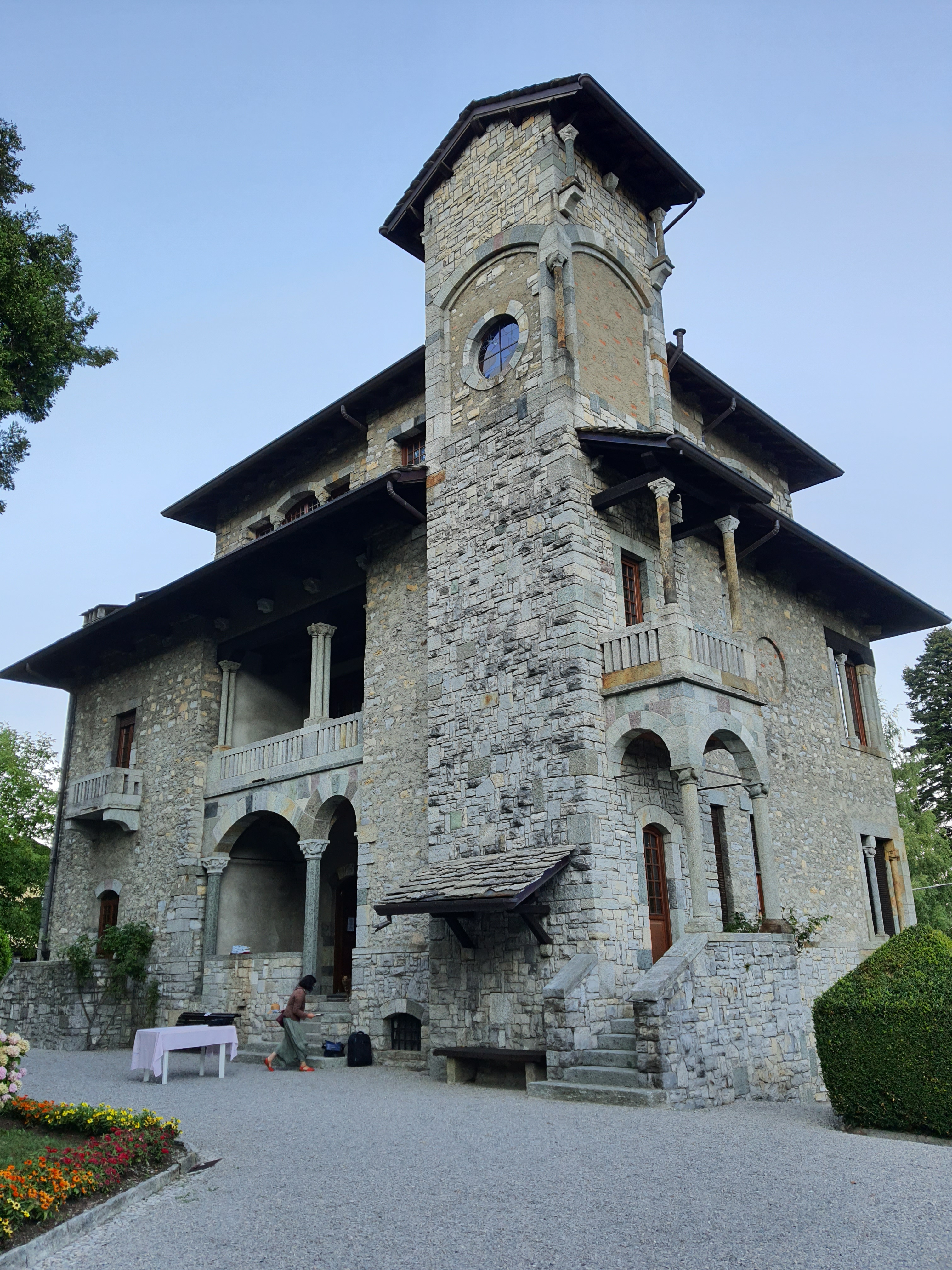
Villa Turconi

#### Villa Turconi
Lanzo d'Intelvi ospita Villa Turconi. La Villa fu realizzata in stile neomedievale tra il 1918 ed il 1923 su disegno del pittore Alberto Ferrero, con la collaborazione dell'architetto Aristide Conti, su committenza del direttore della Banca Popolare Italiana di Milano, Leonardo Turconi.
 L'edificio ha l'aspetto di un maniero neomedievale e presenta particolari decorativi di notevole interesse, fra i quali le parti scultoree ed i ferri battuti opera dello scultore Vittorio Novi, che curò particolarmente l'inserimento delle pietre policrome. Per la realizzazione dell'edificio vennero impiegate maestranze locali di Picapreda, guidate dal Novi stesso. Il Turconi, ricco possidente e appassionato d'arte e di archeologia, utilizzò la villa come quadreria per la sua collezione di ben 93 dipinti d'autore.
 Successivamente l'edificio passò in proprietà alla Fabbrica del Duomo di Milano, poi al Comune di Lanzo, e col scioglimento di questi al Comune di Alta Valle Intelvi, attuale proprietario del complesso che viene aperto al pubblico nel periodo estivo, da aprile ad ottobre, ed utilizzato per esibizioni temporanee.
Sorretta da colonne a pianta ottagonale, la dimora è decorata da una serie di simboli quali il serpente e la mela di Adamo ed Eva, il melograno, il cardo e la lumaca che tradizionalmente identifica i maestri campionesii

#### Altre architetture civili
A Lanzo si trovano inoltre Villa Cirlae Villa Poletti, progettate da Giuseppe Sommaruga i cui decori sontuosi in ferro battuto furono creati da Alessandro Mazzuccottelli; di rara bellezza Villa Reinach in stile veneziano, Villa Petacci sontuosa di decori in legno, Villa Astesani in stile Liberty Lombardo, Villa Candiani-Milla, Castel Suzette, Villa Flora, Villa Don Bosco (Ex colonia estiva Arca Fidelis) e Villa delle Rose, caratterizzata da ampie vetrate ed una torretta con vista su Lugano; oltre a rari esempi di architettura razionalista come Villa Luna, Villa Di Paola e Villa Mosner.
La presenza di innumerevoli ville d'epoca sono testimonianza di un passato di rilievo per l'alta borghesia milanese che aveva scelto Lanzo come località pregiata di villeggiatura.

### Altro
Fino agli anni settanta era in funzione la funicolare di Lanzo d'Intelvi che la univa alla frazione Santa Margherita di Valsolda, fino a Lugano tramite traghetto.
Dalla chiesa di San Siro si snoda la strada che porta alla Sighignola e al cosiddetto Balcone d'Italia, un punto panoramico che offre un colpo d'occhio sul lago di Lugano e sulle Alpi occidentali.
Attività
- La SAIL (Società Anonima Industrie Lanzesi), fu fondata da Guglielmo Poletti e realizzava racchette da tennis ad inizio secolo, racchette utilizzate dalla Famiglia Reale dei Savoia, oggi vanto per collezionisti del settore. La fabbrica ancora esistente è ad oggi in stato di abbandono.
- La Fonte Paraviso, storica fonte termale di Lanzo d'Intelvi, è stata acquistata da una società cinese multinazionale sponsor ufficiale del Milan e rinominata Alps.
Curiosità
- In Viale Campione sorge la ex Villa Petacci, storica dimora dove fu spesso ospite Benito Mussolini, in un'epoca in cui Lanzo D'Intelvi era fra le località rinomate della Lombardia.
- L'attore Osvaldo Valenti fu residente a Lanzo D'Intelvi, dove con lui a capo, fu appositamente costituito, presso il confine elvetico, all'interno di un convalescenziario della Marina, un supporto logistico gestito dal battaglione Nuotatori Paracadutisti.
- Nel cimitero di Lanzo d'Intelvi ci sono più tombe di famiglie celebri, tra cui quella di Angelo Salmoiraghi, Senatore del Regno e ottico, fondatore dell'omonima azienda Salmoiraghi.
- Lanzo d'Intelvi compare nel gioco da tavolo Il gioco del contrabbandiererealizzato da Dominoni Editore, essendo il paese in una zona dove il contrabbando era un'attività prolifica a causa della vicinanza con la Svizzera.

## Società

### Evoluzione demografica

Territorio dell'ex comune di Lanzo d'Intelvi nella provincia di Como

Il paese è da sempre meta di villeggiatura estiva ed invernale, ma negli ultimi anni sono aumentati i residenti fissi italiani e svizzeri, grazie all'invidiabile vicinanza con la città di Lugano (7 km in linea d'aria e 30 minuti in macchina) che ha reso il paese una comodo punto di appoggio per il lavoro frontaliere; comodità che sarà ancora implementata grazie alla riapertura prossima della funicolare.
Abitanti censiti

| Sviluppo della popolazione | Sviluppo della popolazione | Sviluppo della popolazione | Sviluppo della popolazione | Sviluppo della popolazione | Sviluppo della popolazione | Sviluppo della popolazione | Sviluppo della popolazione | Sviluppo della popolazione | Sviluppo della popolazione | Sviluppo della popolazione | Sviluppo della popolazione | Sviluppo della popolazione | Sviluppo della popolazione | Sviluppo della popolazione | Sviluppo della popolazione | Sviluppo della popolazione | Sviluppo della popolazione |
| -------------------------- | -------------------------- | -------------------------- | -------------------------- | -------------------------- | -------------------------- | -------------------------- | -------------------------- | -------------------------- | -------------------------- | -------------------------- | -------------------------- | -------------------------- | -------------------------- | -------------------------- | -------------------------- | -------------------------- | -------------------------- |
| Anno                       | 1861                       | 1871                       | 1881                       | 1901                       | 1911                       | 1921                       | 1931                       | 1936                       | 1951                       | 1961                       | 1971                       | 1981                       | 1991                       | 2001                       | 2011                       | 2012                       | 2016                       |
| Residenti                  | 1106                       | 1047                       | 1185                       | 1290                       | 1479                       | 1496                       | 1515                       | 1494                       | 1460                       | 1459                       | 1499                       | 1457                       | 1362                       | 1304                       | 1420                       | 1452                       | 1480                       |
| Fonte: ISTAT               |                            |                            |                            |                            |                            |                            |                            |                            |                            |                            |                            |                            |                            |                            |                            |                            |                            |

### Tradizioni e folclore
Il territorio di Lanzo conserva anche antiche tradizioni. Fra queste la Festa della Madonna Nera, una statua 
copia di quella conservata nel santuario della Madonna di Loreto. La statua viene esposta l'ultimo sabato di gennaio e la domenica viene portata in processione a spalle dagli alpini del gruppo di Lanzo. La festa con addobbi, ceri accesi, falò, l'incanto dei canestri regala lo spettacolo finale di giorni dedicati alla fede, alle tradizioni e ai ricordi.

## Cultura
- Lanzo d'Intelvi, la vista su Lugano e la Valsolda e la chiesa dei Santi Nazaro e Celso di Scaria, sono mirabilmente descritti nella prima parte del romanzo Il Mistero del Poeta (1888) di Antonio Fogazzaro.
- A Scaria è presente un Museo d'arte sacra[19].

## Economia

### Turismo
A Lanzo d'Intelvi è presente una dogana da cui si arriva velocemente in Svizzera passendo da un piccolo passo di montagna (la Strada Valmara) che facilità i collegamenti con la vicinissima Lugano e l'autostrada.
Lanzo ospita un piccolo comprensorio d'impianti di risalita per la pratica dello sci e dello snowboard.
È attiva anche una pista per lo sci di fondo, cui si accede da via Boffalora, gestita dalla locale Unione Sportiva Lanzo Intelvi (USLI).
È presente il "Trial Park", un posto creato per divertirsi con le moto da trial.
Sono presenti un campo da calcio e un bosco attrezzato per il tiro con l'arco oltre a vari itinerari boschivi ciclabili, realizzati per il gite in Mountain bike.

## Infrastrutture e trasporti
Dal 1907 al 1977 è stata attiva una funicolare che univa Lanzo D'Intelvi al comune di Santa Margherita di Valsolda, poi fino a Lugano tramite traghetto; nell'attuale Piazza D'Amore di Lanzo D'Intelvi sorge la stazione della funicolare, ad oggi dismessa, ma in procinto di essere riattivata.
Sul Monte Sighignola, su suolo svizzero accessibile solo dal versante italiano, sono presenti i ruderi di un collegamento funiviario con Campione d'Italia che non fu mai ultimato.

## Galleria d'immagini

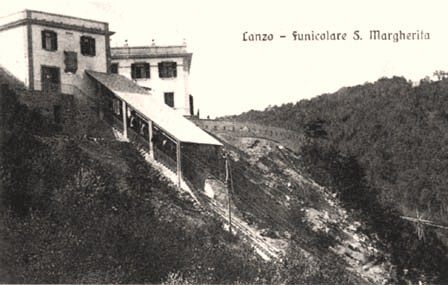
Capolinea della funicolare
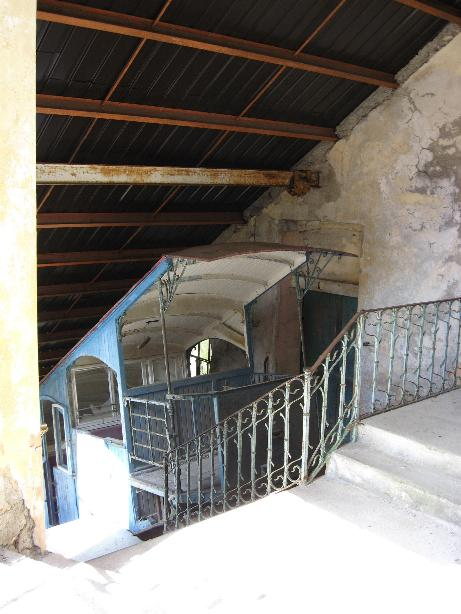
la vecchia Funicolare
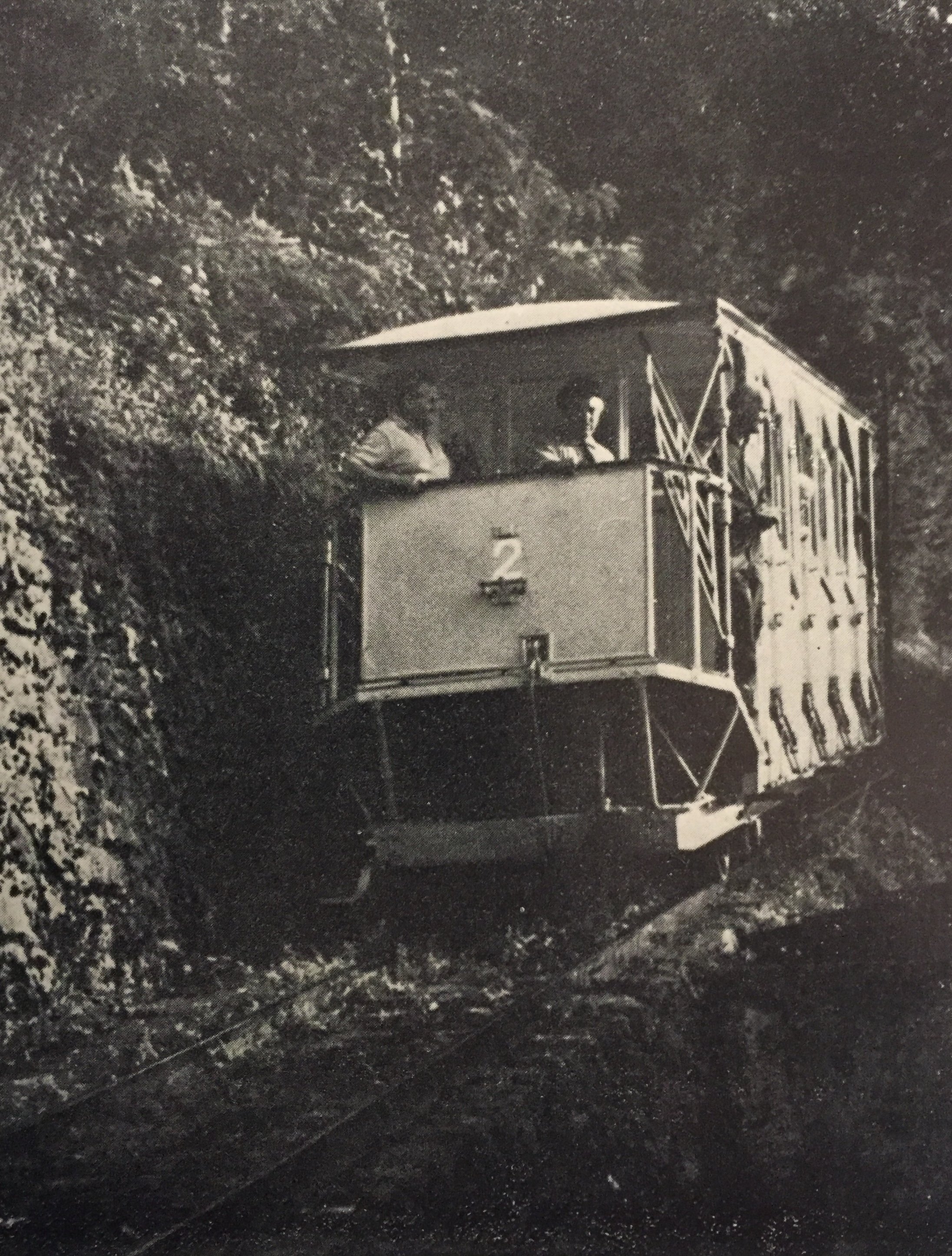
Funicolare in funzione
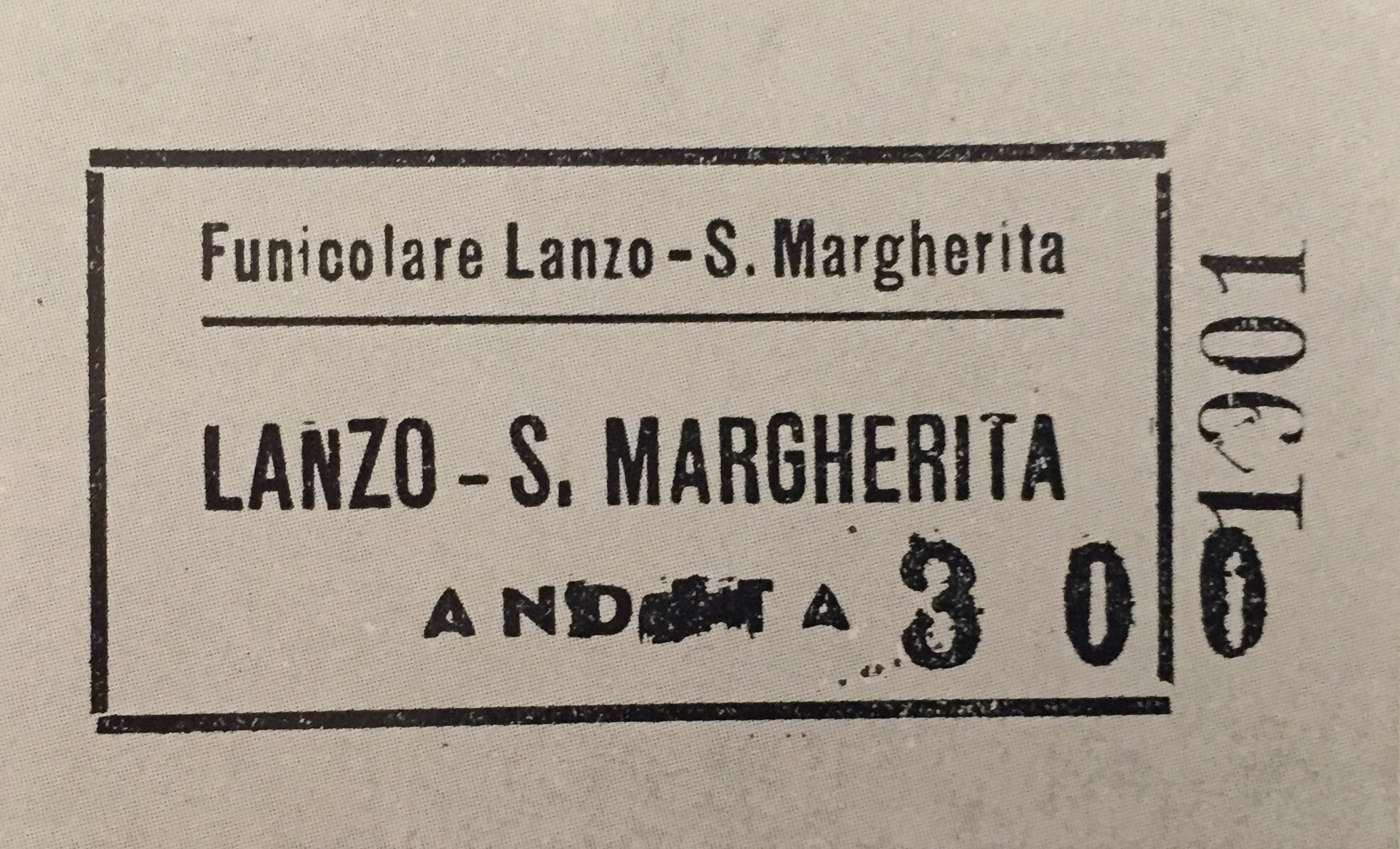
Biglietto Funicolare Lanzo d'Intelvi-Santa Margherita Valsolda
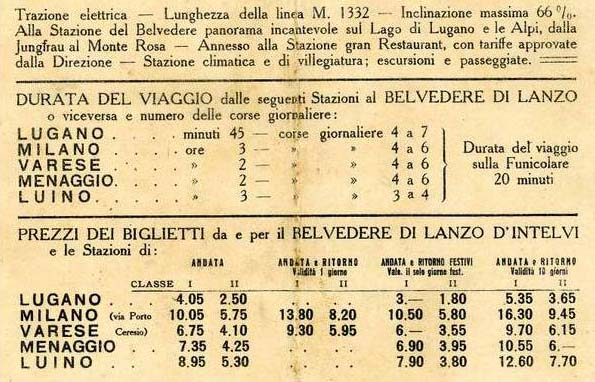
Preziario collegamento con Lugano
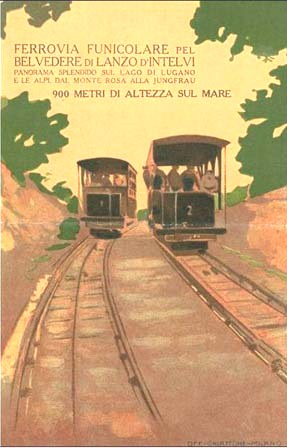
Poster Funicolare
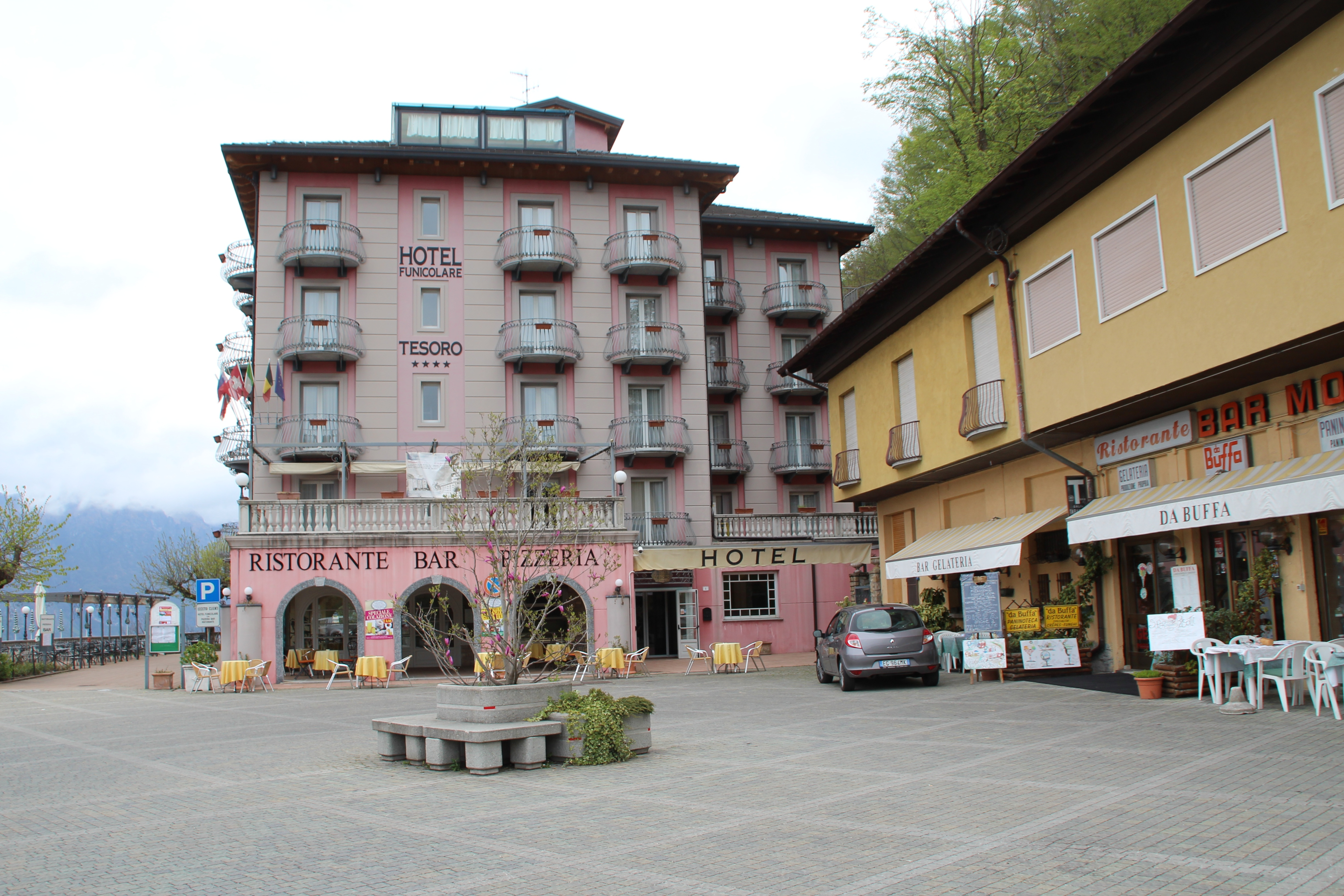
Belvedere di Lanzo d'Intelvi: la terrazza con vista sul Lago di Lugano
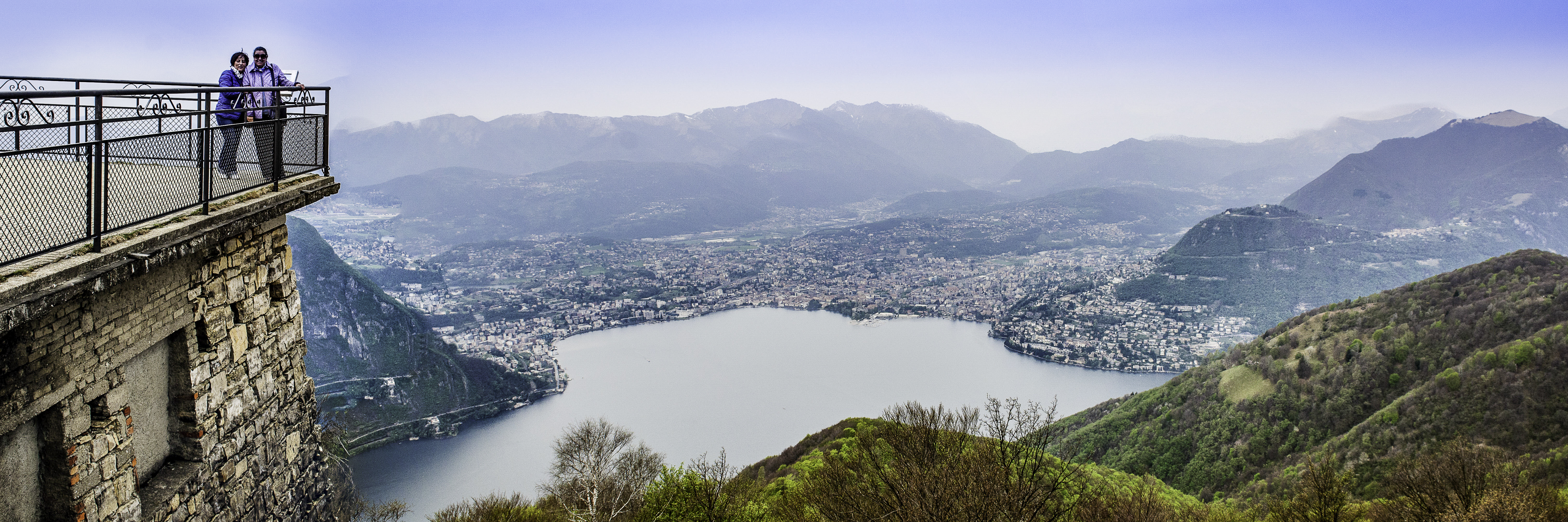
Sighignola, Belvedere Italiano
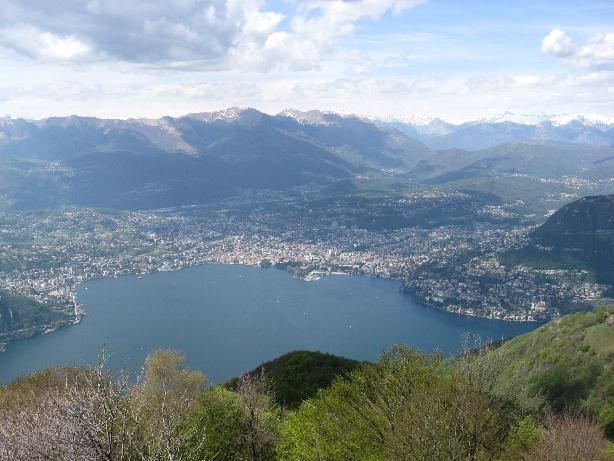
Panorama del Lago di Lugano dalla vetta Sighignola
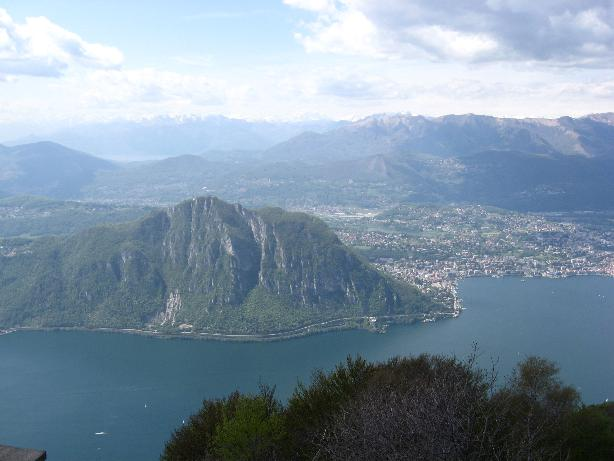
Panorama del Lago di Lugano dalla vetta Sighignola
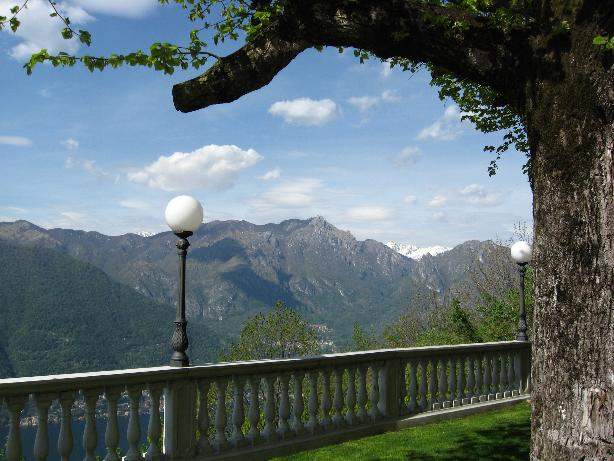
Panorama dalla terrazza della funicolare (oggi dismessa) di Lanzo
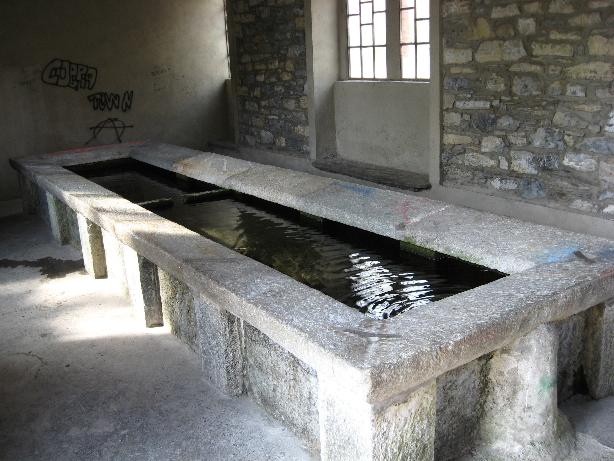
Lanzo d'Intelvi - Il lavatoio, l'interno
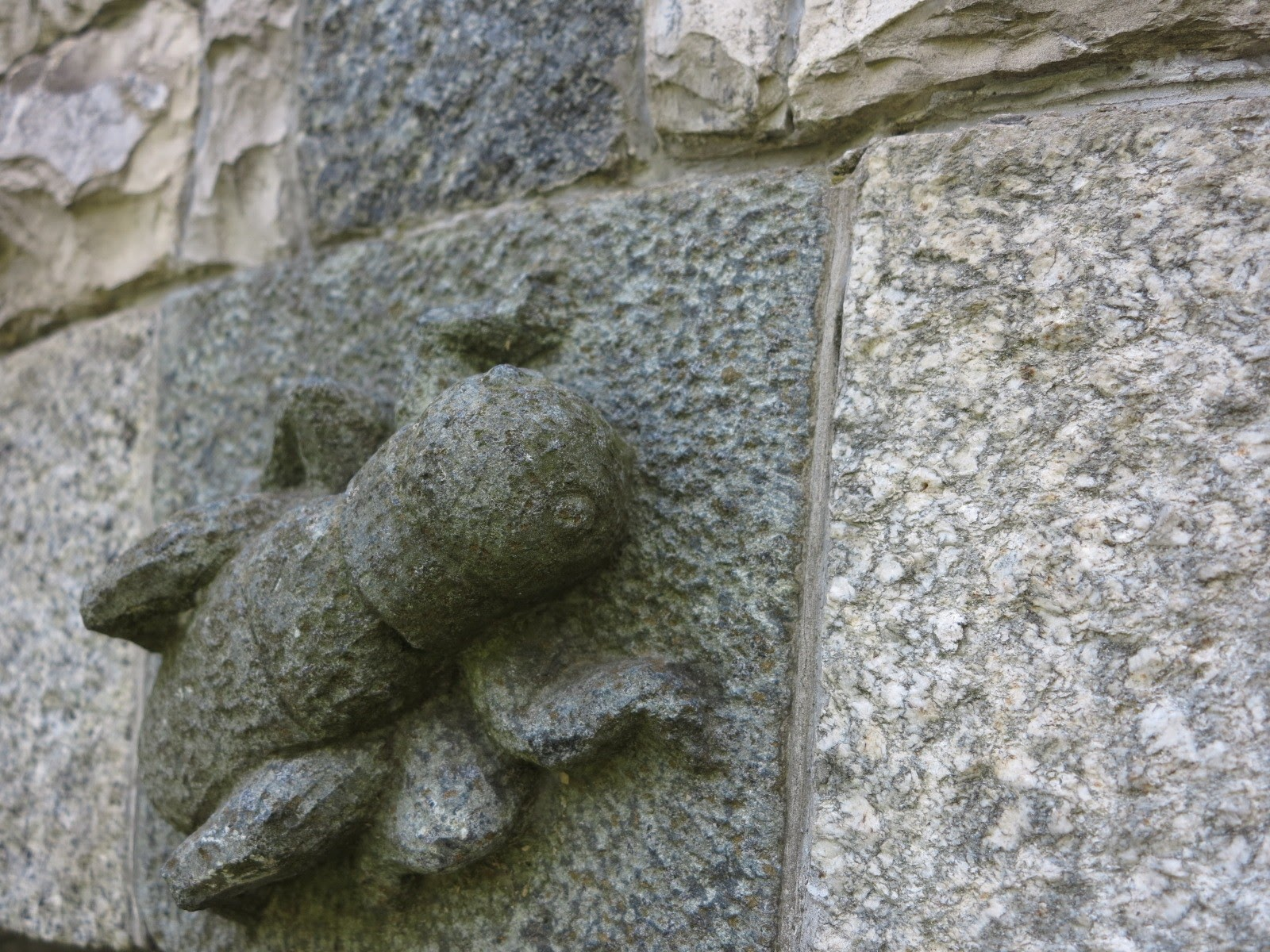
Particolare Villa Turconi
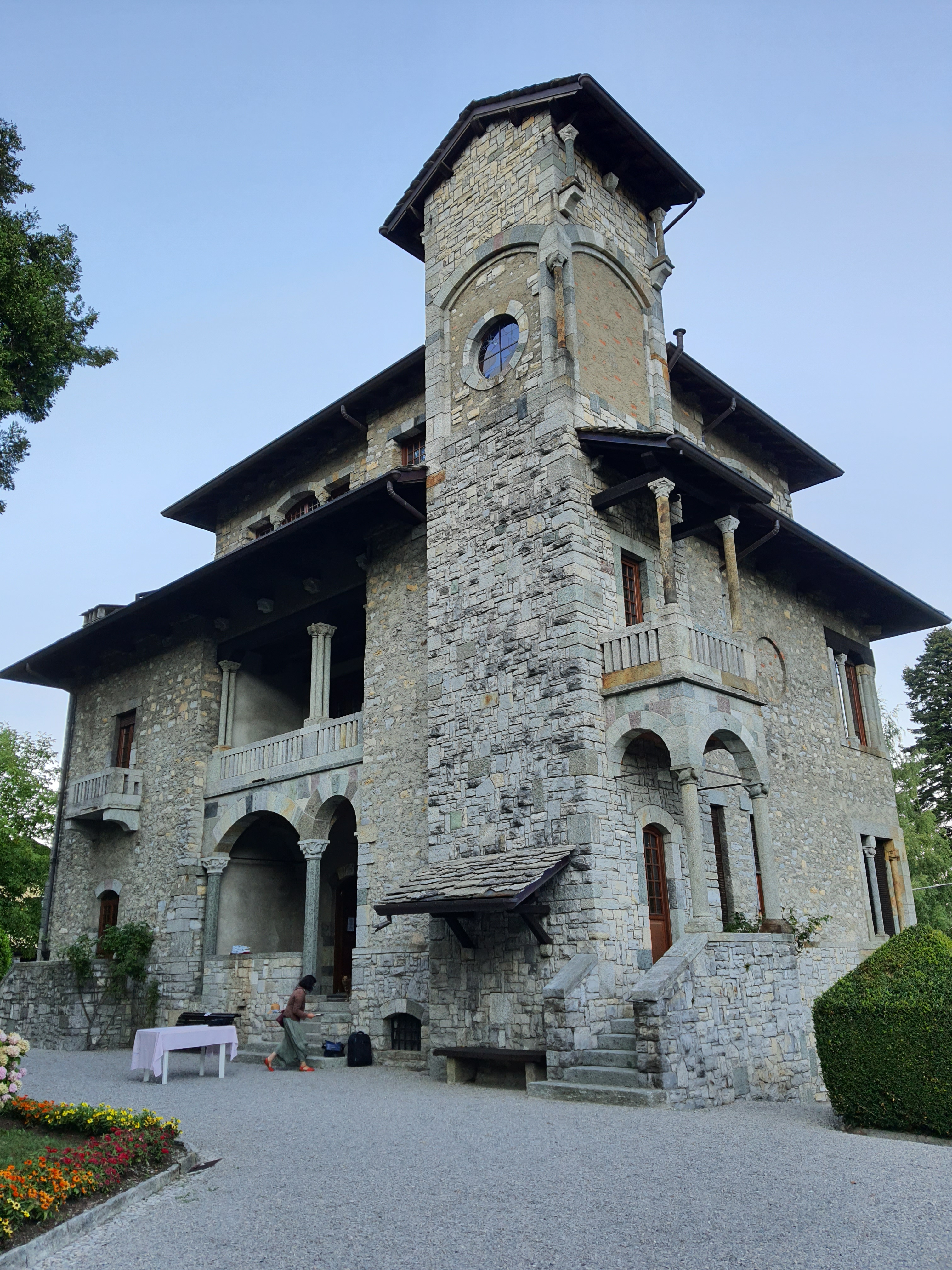
Villa Turconi
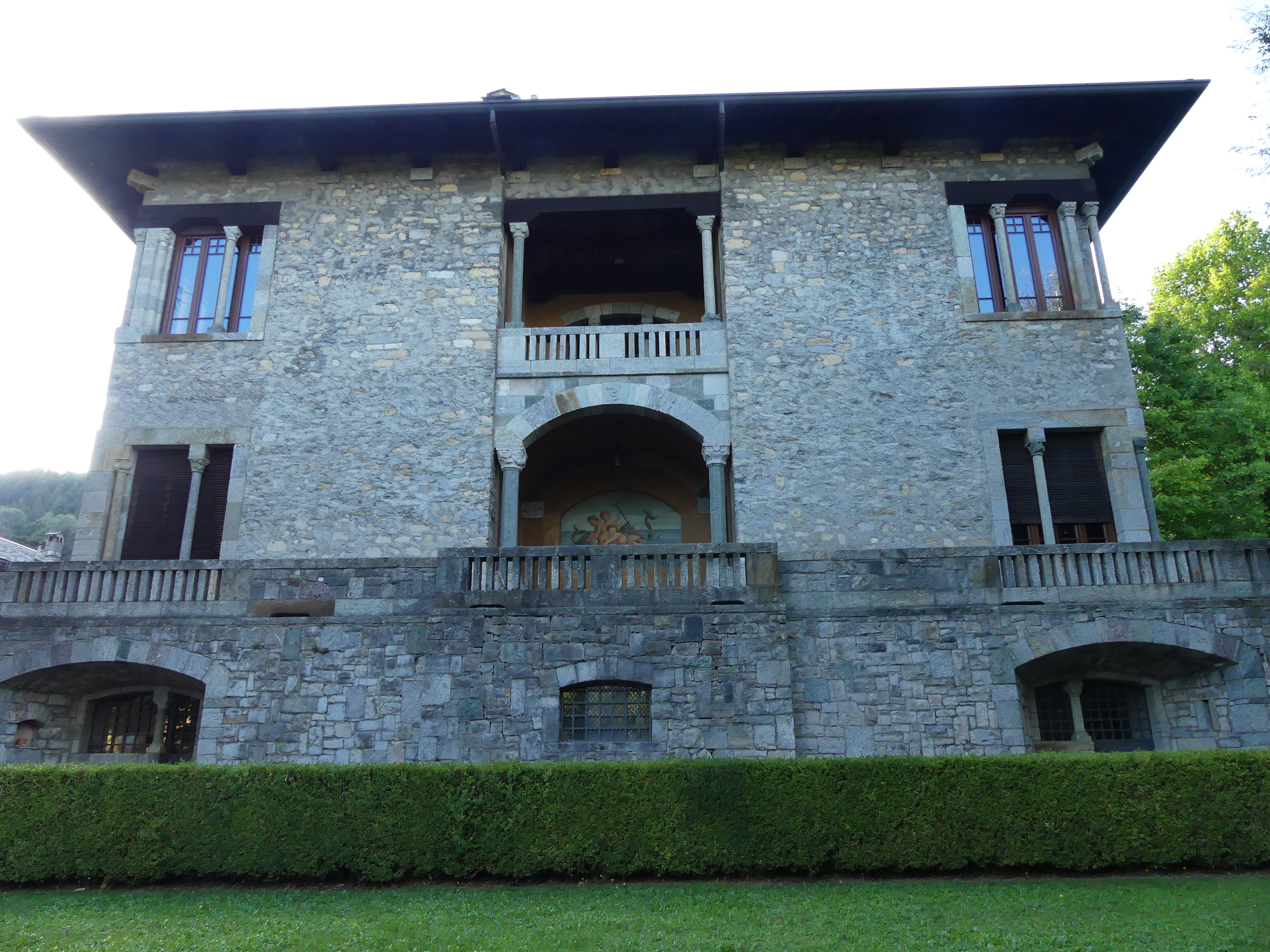
Retro di Villa Turconi
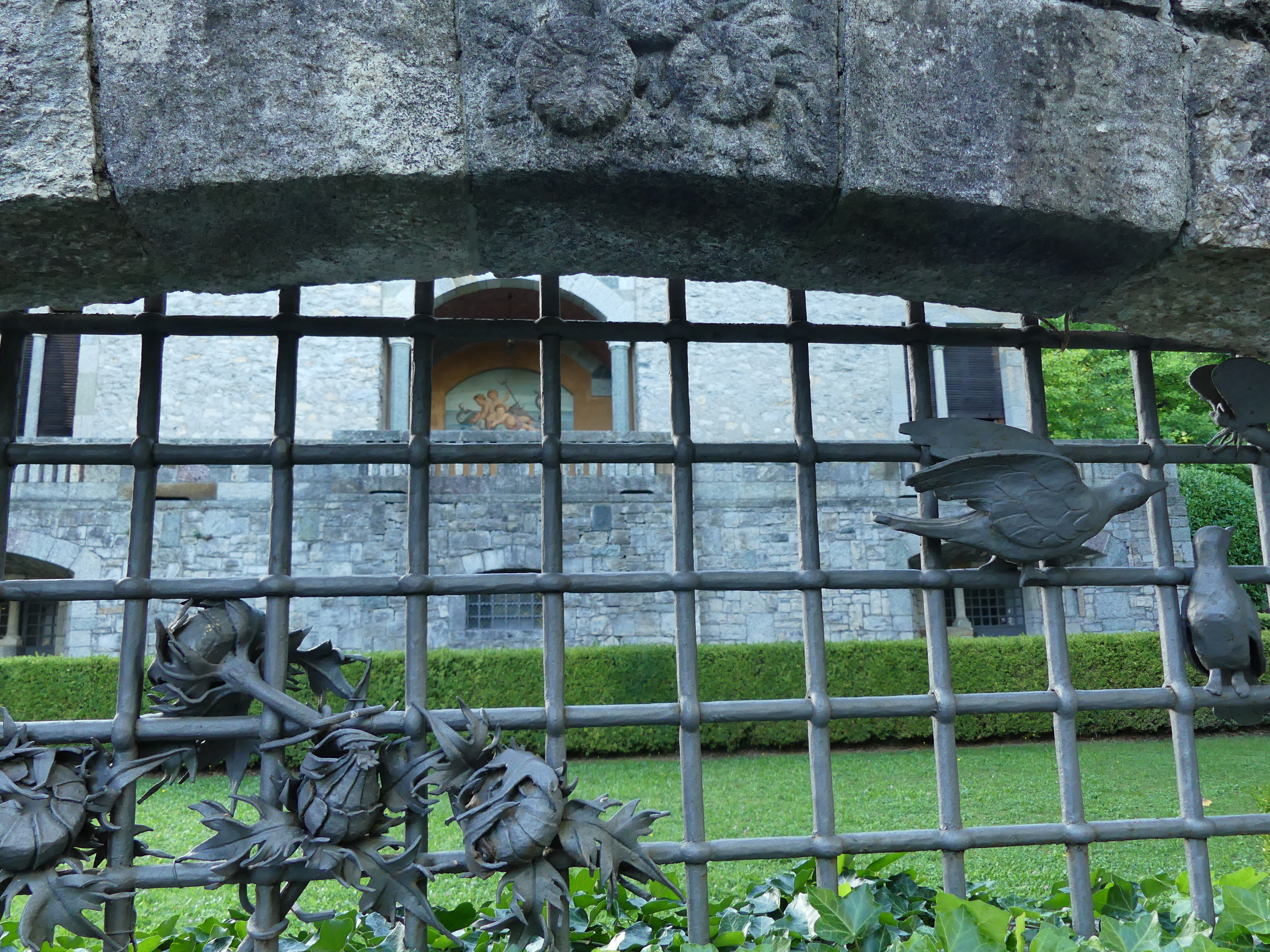
Particolare delle inferriate
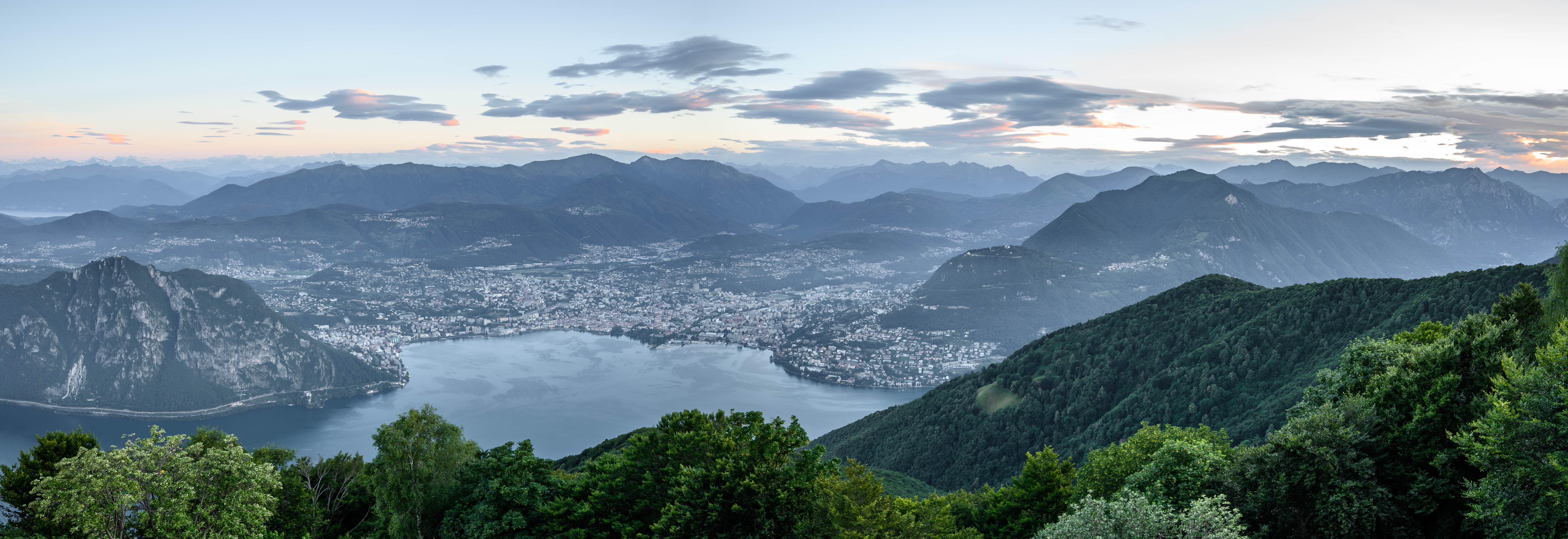
Panorama dalla Vetta Sighignola